# Arsenolith
Arsenolith, veraltet auch als Arsenblüte oder Arsenik bekannt, ist ein in der Natur selten vorkommendes Mineral aus der Mineralklasse der Oxide und Hydroxide. Es kristallisiert im kubischen Kristallsystem mit der chemischen Zusammensetzung As2O3 und ist damit chemisch gesehen Arsen(III)-oxid.
Arsenolith entwickelt meist nierige, stalaktitische oder erdig-pulvrige Mineral-Aggregate, aber auch kleine, oktaedrische Kristalle bis etwa 2 cm Größe von weißer, hellblauer oder hellgelber bis hellroter, wenn er mit Realgar bzw. Auripigment verunreinigt ist.

## Etymologie und Geschichte
Erstmals wissenschaftlich beschrieben wurde Arsenolith 1854 von James Dwight Dana, der das Mineral nach dessen Hauptkomponente Arsen und dem altgriechischen Wort λίθος lithos für 'Stein' benannte.
Als Typlokalität gilt der Sankt Andreasberg im Harz (Niedersachsen), allerdings war die chemische Verbindung und vor allem seine Giftigkeit bereits seit der Antike bekannt.
→ siehe Hauptartikel Arsen(III)-oxid

## Klassifikation
In der veralteten 8. Auflage der Mineralsystematik nach Strunz gehörte der Arsenolith zur Mineralklasse der „Oxide und Hydroxide“ und dort zur Abteilung „M2O3- und verwandte Verbindungen“, wo er gemeinsam mit Bismit, Russellit, Senarmontit und Sillénit sowie im Anhang mit Koechlinit in der „Arsenolith-Bismit-Gruppe“ mit der Systemnummer IV/C.02 steht.
In der zuletzt 2018 überarbeiteten Lapis-Systematik nach Stefan Weiß, die formal auf der alten Systematik von Karl Hugo Strunz in der 8. Auflage basiert, erhielt das Mineral die System- und Mineralnummer IV/C.02-010. Dies entspricht der Klasse der „Oxide und Hydroxide“ und dort der Abteilung „Oxide mit dem Stoffmengenverhältnis Metall : Sauerstoff = 2 : 3 (M2O3 und verwandte Verbindungen)“, wo Arsenolith zusammen mit Bismit, Chrombismit, Dukeit, Senarmontit, Sillénit und Sphaerobismoit eine unbenannte Gruppe mit der Systemnummer IV/C.02 bildet.
Die von der International Mineralogical Association (IMA) zuletzt 2009 aktualisierte 9. Auflage der Strunz’schen Mineralsystematik ordnet den Arsenolith in die Klasse der „Oxide (Hydroxide, V[5,6]-Vanadate, Arsenite, Antimonite, Bismutite, Sulfite, Selenite, Tellurite, Iodate)“ und dort in die Abteilung „Metall : Sauerstoff = 2 : 3, 3 : 5 und vergleichbare“ ein. Hier ist das Mineral in der Unterabteilung „Mit mittelgroßen Kationen“ zu finden, wo es zusammen mit Senarmontit die „Arsenolithgruppe“ mit der Systemnummer 4.CB.50 bildet.
In der vorwiegend im englischen Sprachraum gebräuchlichen Systematik der Minerale nach Dana hat Arsenolith die System- und Mineralnummer 04.03.09.01. Das entspricht der Klasse der „Oxide und Hydroxide“ und dort der Abteilung „Oxide“. Hier findet er sich innerhalb der Unterabteilung „Einfache Oxide mit einer Kationenladung von 3+ (A2O3)“ in einer unbenannten Gruppe mit der Systemnummer 04.03.09, in der auch Senarmontit eingeordnet ist.

## Kristallstruktur

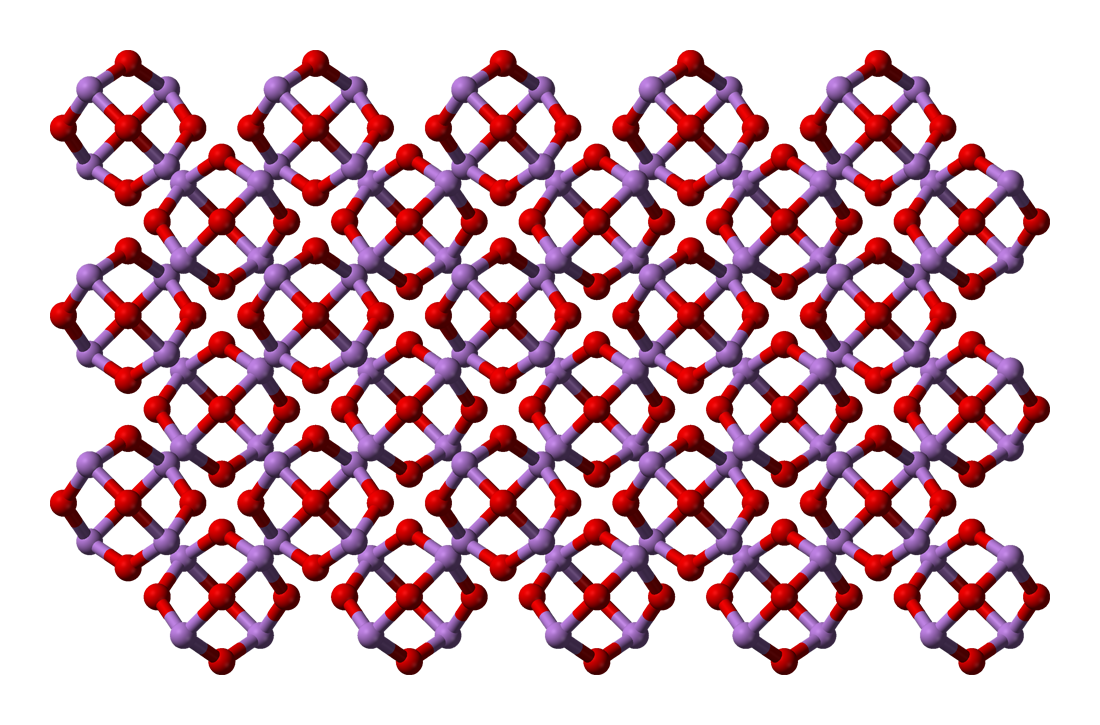
Kristallstruktur von Arsenolith

Arsenolith kristallisiert isotyp mit Senarmontit im kubischen Kristallsystem in der Raumgruppe Fd3m (Raumgruppen-Nr. 227) mit dem Gitterparameter a = 11,07 Å sowie 16 Formeleinheiten pro Elementarzelle.
Die Kristallstruktur von Arsenolith besteht aus vier flachen, trigonalen AsO3-Pyramiden mit Arsen an der Spitze. Verbunden werden diese Pyramiden über gemeinsam genutzte Sauerstoff-Atome zu As4O6-Molekülen, die wiederum durch Van-der-Waals-Kräfte zusammengehalten werden.

## Eigenschaften
Arsenolith zählt zu den giftigsten Mineralen und ist eindeutig krebserregend. Oral aufgenommen können bereits weniger als 0,1 g tödlich sein.
Vor dem Lötrohr auf Kohle zeigt sich ein weißer Beschlag und ein Geruch nach Arsen tritt auf. Das Mineral ist in Salzsäure und heißem Wasser löslich.

## Bildung und Fundorte

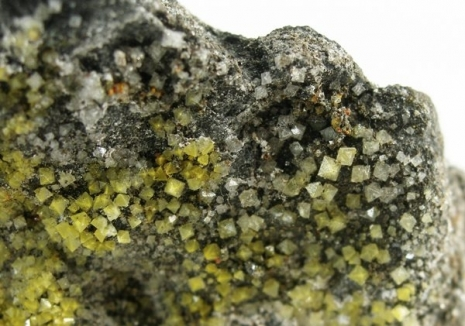
Gelbgrüne und farblose Arsenolith-Oktaeder, aufgewachsen auf einer Sulfidmatrix aus der White Caps Mine, Manhattan, Nye County, USA

Arsenolith bildet sich sekundär als Verwitterungsprodukt (durch Oxidation) auf metallischem Arsen oder arsenhaltigen Sulfiden z. B. in Hydrothermaladern. Er kann aber auch durch Kohlebrände entstehen. Begleitminerale sind neben Realgar und Auripigment unter anderem noch Claudetit und Erythrin.
Weltweit konnte Arsenolith bisher (Stand: 2010) an rund 190 Fundorten nachgewiesen werden. In Deutschland konnte er außer an seiner Typlokalität Sankt Andreasberg noch bei Bad Harzburg im Harz (Niedersachsen), an mehreren Orten und Bergwerken im Schwarzwald (Baden-Württemberg), im Steinbruch Hartkoppe bei Sailauf (Bayern), im Spessart und Odenwald (Hessen), im Bergwerk Morgenröthe (Nordrhein-Westfalen), in der Grube Friedrichssegen bei Frücht (Rheinland-Pfalz), in der Graf Jost-Christian Mine und der Das Aufgeklärte Glück Mine (Harz, Sachsen-Anhalt) und an mehreren Fundpunkten im sächsischen Erzgebirge gefunden werden.
Weitere Fundorte sind Australien, Belgien, Bolivien, Chile, China, Finnland, Frankreich, Griechenland, Irland, Italien, Japan, Kanada, Kasachstan, Marokko, Neuseeland, Nordmazedonien, Norwegen, Österreich, Polen, Rumänien, Russland, Schweden, Schweiz, Slowakei, Slowenien, Spanien, Südafrika, Tschechien, Ungarn, das Vereinigte Königreich (Großbritannien) und die Vereinigten Staaten von Amerika (USA).

### Synthetische Herstellung
Da das Mineral in der Natur nur selten vorkommt, aber die Verbindung für die chemische Industrie dennoch von großer Bedeutung unter anderem zur Herstellung von Nagetiergiften und Insektiziden und ist, wird er deshalb synthetisch hergestellt.
→ siehe Hauptartikel Arsen(III)-oxid

## Vorsichtsmaßnahmen
Arsenolith bzw. Arsenik wird als giftig (H-Sätze H300 Lebensgefahr bei Verschlucken, H410 Sehr giftig für Wasserorganismen mit langfristiger Wirkung) eingestuft und kann Krebs erzeugen (H350). Die oral aufgenommene, tödliche Dosis kann für den Menschen bereits bei weniger als 0,1 g liegen.
Der Umgang mit Arsenolith erfordert besondere Vorsichtsmaßnahmen, wie unter Verschluss aufbewahren; Schutzhandschuhe und Augenschutz benutzen; bei der Arbeit nicht essen, trinken, rauchen; Freisetzung in die Umwelt vermeiden und als gefährlicher Abfall zu entsorgen. Beim Transport relevanter Mengen fällt es unter Gefahrgutklasse 6.1 mit der Gefahrnummer 60 über der UN-Nummer 1557.